# Mount Bray
Mount Bray ist ein abgerundeter und ein bis auf seine steile Südostflanke eisbedeckter Berg an der Walgreen-Küste des westantarktischen Marie-Byrd-Lands. Er ragt östlich der Jenkins Heights und 2,5 km nordwestlich des Klimov Bluff auf.
Der United States Geological Survey kartierte ihn anhand eigener Vermessungen und mithilfe von Luftaufnahmen der United States Navy aus den Jahren von 1959 bis 1966. Das Advisory Committee on Antarctic Names benannte ihn 1967 nach Thomas K. Bray, Topografieingenieur des Survey bei der Erkundung des Marie-Byrd-Lands von 1966 bis 1967.